# Golden Arrow (voiture de vitesse)
Pour les articles homonymes, voir Golden Arrow.

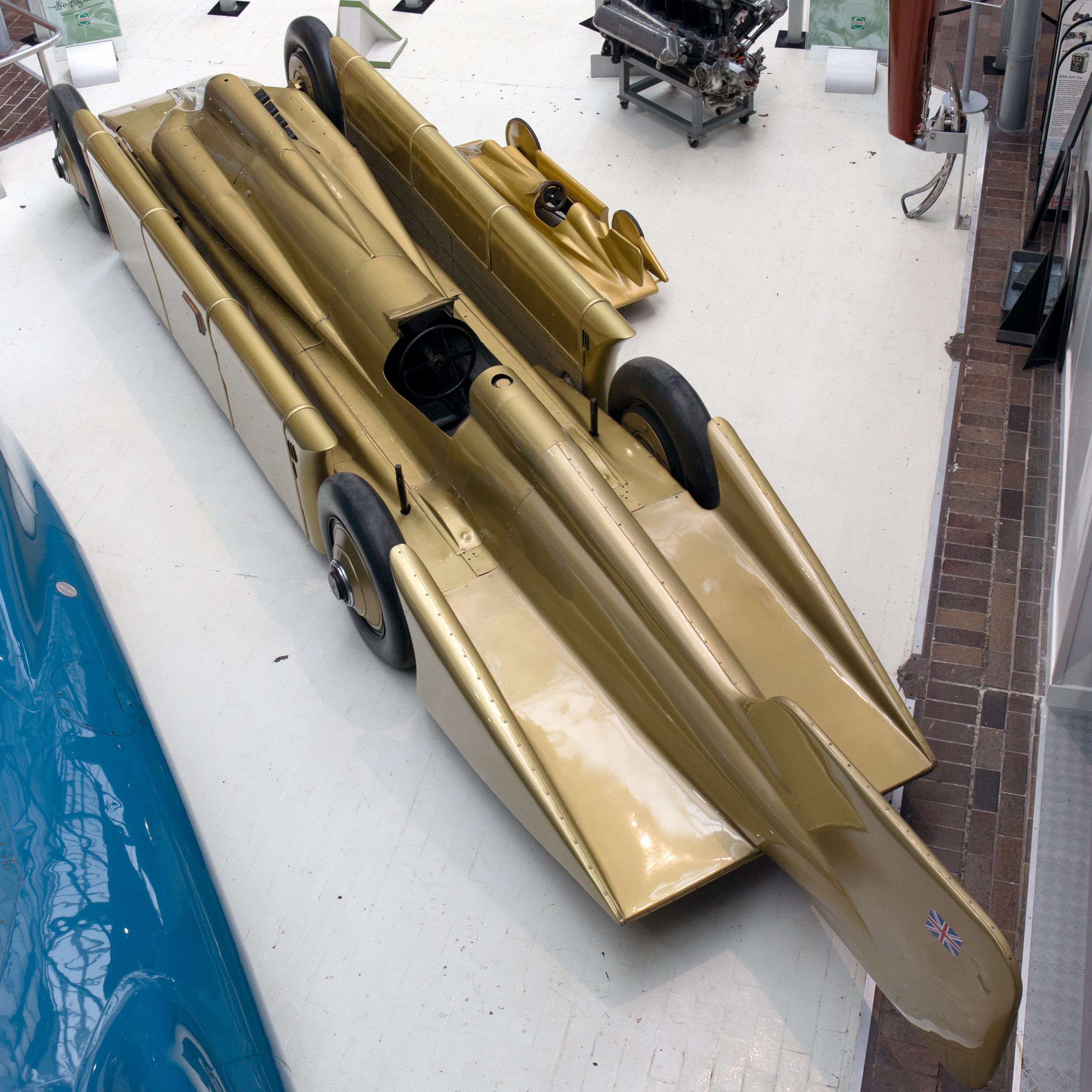
La Golden Arrow sur son stand d'exposition du National Motor Museum de Beaulieu.

La Golden Arrow (« Flèche d'Or » en anglais) est un modèle unique de voiture de course conçu en 1929 pour établir un nouveau record de vitesse terrestre. Elle doit permettre à l'Anglais Henry Segrave de battre le précédent record de 334,02 km/h, établi par l'Américain Ray Keech au volant de la White Triplex.
La Golden Arrow est l'un des premiers véhicules dans la conception duquel l'aérodynamisme a pris une place prépondérante, avec un nez pointu et un capot affiné. Elle est propulsée par un moteur W12 Napier Lion de 23,9 L spécialement préparé par Napier. Destiné à l'origine à équiper des avions concourant en Coupe Schneider, il développe 925 ch (690 kW) à 3 300 tr/min. Le moteur est qualifié de "W" 12 car il comporte 3 bancs de 4 cylindres (au lieu de 2 bancs de 6 sur un "V12"), une configuration également dénommée "broad arrow" (flèche large) par les anglais. Ceci est reflété par les trois bossages en goute d'eau sur le capot de la voiture (Cf Photo). La carrosserie en aluminium, fournie par l'entreprise Thrupp & Maberly, est l'œuvre de l'ingénieur Jack Irving, un ancien de Sunbeam, et comprenait des coffres à glace dans les ailes pour le refroidissement du moteur et un viseur télescopique sur la dérive, afin d'aider le pilote à la maintenir en ligne droite.
Le 11 mars 1929, Seagrave se rend à Daytona Beach où, devant 120 000 spectateurs et après un unique galop d'essai, il bat le record du mile départ arrêté, franchissant la ligne d'arrivée à 372,46 km/h et dépassant ainsi largement l'ancien record établi par Keech. Deux jours plus tard, la White Triplex pilotée par Lee Bible se brise et tue un photographe. À la suite de cet accident, Segrave se retire de la course au record terrestre. La Golden Arrow ne courra plus jamais. Elle est aujourd'hui exposée au National Motor Museum de Beaulieu, en Angleterre.